# Rick Birman

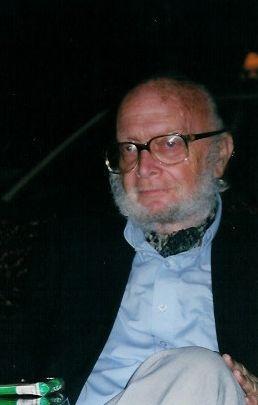
Rick Birman, fotografie din ianuarie 2003

Henry Rick Birman (în ebraică ריק בירמן, n.1930 România - 25 decembrie 2003 Tel Aviv) a fost un pianist de jazz israelian, evreu originar din România.

## Biografie
S-a născut ca Henry Birman, fiu al lui Alexandru și Frida Birman.
În copilărie a emigrat din România în Franța, iar de acolo după cel de-al Doilea Război Mondial a emigrat în Israel.
Nu a avut o educație muzicală formală și s-a întreținut din munca în cadrul unui serviciu guvernamental.  A locuit la Tel Aviv pe strada Haneviyim.
Birman s-a distins ca swinger talentat, fiind unul din pionierii muzicii de jazz din Israel. A devenit pasionat al jazzului ascultând muzica lui Duke Ellington, Louis Armstrong, cea a formației Jazz Messengers condusă de Art Blake etc. El a apărut ca acompaniator al cântărețului de jazz din Trinidad Jimmy Lloyd și obișnuia să participe frecvent în mod spontan la seri de jazz din cafenelele, hotelurile și cluburile de noapte din Tel Aviv („Sabra"; „Omar Khayyam” din Jaffa etc) ulterior la primele cluburi de jazz, „Barbarim ” (închis în 1979) etc
Mulți tineri muzicieni, între care cântăreața Marina Maximilian Blumin, s-au familiarizat cu lumea muzicii de jazz datorită lui Birman.
A colaborat, între altele cu muzicieni ca Mel Rosenberg, Peisi Osherovich, saxofonistul Alberto PIamenta, Aharele Kaminski, contrabasiștii Eli Maggen și Teddy Kling, Jess Koren, cântăreața  Edna Goren și alții.
Birman nu a lăsat înregistrări ca solist, ci numai ca acompaniator al lui Jimmy Lloyd. 
A decedat de stop cardiac în 2003 în timp ce cânta la pian într-un jam la o cafenea din Tel Aviv.